# Wild Ones (single)
Wild Ones is een nummer van de Amerikaanse rapper Flo Rida die voor dit nummer samenwerkte met de Australische zangeres Sia Furler. Het is de tweede single van zijn vierde en gelijknamige studioalbum Wild Ones.
Op 14 februari 2012 kwam een remix uit genaamd Wild One Two. Deze verscheen op het album Nothing but the Beat 2.0 en werd gemaakt door Jack Back met David Guetta, Nicky Romero en Sia.

## Hitnoteringen

### Nederlandse Top 40
| Hitnotering: 14-01-2012 t/m 02-06-2012 | Hitnotering: 14-01-2012 t/m 02-06-2012 | Hitnotering: 14-01-2012 t/m 02-06-2012 | Hitnotering: 14-01-2012 t/m 02-06-2012 | Hitnotering: 14-01-2012 t/m 02-06-2012 | Hitnotering: 14-01-2012 t/m 02-06-2012 | Hitnotering: 14-01-2012 t/m 02-06-2012 | Hitnotering: 14-01-2012 t/m 02-06-2012 | Hitnotering: 14-01-2012 t/m 02-06-2012 | Hitnotering: 14-01-2012 t/m 02-06-2012 | Hitnotering: 14-01-2012 t/m 02-06-2012 | Hitnotering: 14-01-2012 t/m 02-06-2012 | Hitnotering: 14-01-2012 t/m 02-06-2012 | Hitnotering: 14-01-2012 t/m 02-06-2012 | Hitnotering: 14-01-2012 t/m 02-06-2012 | Hitnotering: 14-01-2012 t/m 02-06-2012 | Hitnotering: 14-01-2012 t/m 02-06-2012 | Hitnotering: 14-01-2012 t/m 02-06-2012 | Hitnotering: 14-01-2012 t/m 02-06-2012 | Hitnotering: 14-01-2012 t/m 02-06-2012 | Hitnotering: 14-01-2012 t/m 02-06-2012 | Hitnotering: 14-01-2012 t/m 02-06-2012 | Hitnotering: 14-01-2012 t/m 02-06-2012 |
| Week:                                  | 1                                      | 2                                      | 3                                      | 4                                      | 5                                      | 6                                      | 7                                      | 8                                      | 9                                      | 10                                     | 11                                     | 12                                     | 13                                     | 14                                     | 15                                     | 16                                     | 17                                     | 18                                     | 19                                     | 20                                     | 21                                     |                                        |
| -------------------------------------- | -------------------------------------- | -------------------------------------- | -------------------------------------- | -------------------------------------- | -------------------------------------- | -------------------------------------- | -------------------------------------- | -------------------------------------- | -------------------------------------- | -------------------------------------- | -------------------------------------- | -------------------------------------- | -------------------------------------- | -------------------------------------- | -------------------------------------- | -------------------------------------- | -------------------------------------- | -------------------------------------- | -------------------------------------- | -------------------------------------- | -------------------------------------- | -------------------------------------- |
| Positie:                               | 31                                     | 22                                     | 22                                     | 20                                     | 16                                     | 15                                     | 16                                     | 17                                     | 18                                     | 18                                     | 14                                     | 10                                     | 10                                     | 7                                      | 9                                      | 10                                     | 14                                     | 17                                     | 25                                     | 31                                     | 40                                     | uit                                    |

### NederlandseSingle Top 100
| Hitnotering: 07-01-2012 t/m 07-07-2012 | Hitnotering: 07-01-2012 t/m 07-07-2012 | Hitnotering: 07-01-2012 t/m 07-07-2012 | Hitnotering: 07-01-2012 t/m 07-07-2012 | Hitnotering: 07-01-2012 t/m 07-07-2012 | Hitnotering: 07-01-2012 t/m 07-07-2012 | Hitnotering: 07-01-2012 t/m 07-07-2012 | Hitnotering: 07-01-2012 t/m 07-07-2012 | Hitnotering: 07-01-2012 t/m 07-07-2012 | Hitnotering: 07-01-2012 t/m 07-07-2012 | Hitnotering: 07-01-2012 t/m 07-07-2012 | Hitnotering: 07-01-2012 t/m 07-07-2012 | Hitnotering: 07-01-2012 t/m 07-07-2012 | Hitnotering: 07-01-2012 t/m 07-07-2012 | Hitnotering: 07-01-2012 t/m 07-07-2012 |
| Week:                                  | 1                                      | 2                                      | 3                                      | 4                                      | 5                                      | 6                                      | 7                                      | 8                                      | 9                                      | 10                                     | 11                                     | 12                                     | 13                                     | 14                                     |
| -------------------------------------- | -------------------------------------- | -------------------------------------- | -------------------------------------- | -------------------------------------- | -------------------------------------- | -------------------------------------- | -------------------------------------- | -------------------------------------- | -------------------------------------- | -------------------------------------- | -------------------------------------- | -------------------------------------- | -------------------------------------- | -------------------------------------- |
| Positie:                               | 73                                     | 40                                     | 41                                     | 38                                     | 24                                     | 28                                     | 25                                     | 25                                     | 26                                     | 21                                     | 19                                     | 18                                     | 15                                     | 18                                     |
| Week:                                  | 15                                     | 16                                     | 17                                     | 18                                     | 19                                     | 20                                     | 21                                     | 22                                     | 23                                     | 24                                     | 25                                     | 26                                     | 27                                     |                                        |
| Positie:                               | 17                                     | 16                                     | 20                                     | 23                                     | 37                                     | 47                                     | 60                                     | 68                                     | 66                                     | 71                                     | 73                                     | 70                                     | 77                                     | uit                                    |

### VlaamseUltratop 50
| Hitnotering: 03-03-2012 t/m 09-06-2012 | Hitnotering: 03-03-2012 t/m 09-06-2012 | Hitnotering: 03-03-2012 t/m 09-06-2012 | Hitnotering: 03-03-2012 t/m 09-06-2012 | Hitnotering: 03-03-2012 t/m 09-06-2012 | Hitnotering: 03-03-2012 t/m 09-06-2012 | Hitnotering: 03-03-2012 t/m 09-06-2012 | Hitnotering: 03-03-2012 t/m 09-06-2012 | Hitnotering: 03-03-2012 t/m 09-06-2012 | Hitnotering: 03-03-2012 t/m 09-06-2012 | Hitnotering: 03-03-2012 t/m 09-06-2012 | Hitnotering: 03-03-2012 t/m 09-06-2012 | Hitnotering: 03-03-2012 t/m 09-06-2012 | Hitnotering: 03-03-2012 t/m 09-06-2012 | Hitnotering: 03-03-2012 t/m 09-06-2012 | Hitnotering: 03-03-2012 t/m 09-06-2012 | Hitnotering: 03-03-2012 t/m 09-06-2012 |
| Week:                                  | 1                                      | 2                                      | 3                                      | 4                                      | 5                                      | 6                                      | 7                                      | 8                                      | 9                                      | 10                                     | 11                                     | 12                                     | 13                                     | 14                                     | 15                                     |                                        |
| -------------------------------------- | -------------------------------------- | -------------------------------------- | -------------------------------------- | -------------------------------------- | -------------------------------------- | -------------------------------------- | -------------------------------------- | -------------------------------------- | -------------------------------------- | -------------------------------------- | -------------------------------------- | -------------------------------------- | -------------------------------------- | -------------------------------------- | -------------------------------------- | -------------------------------------- |
| Positie:                               | 42                                     | 21                                     | 12                                     | 15                                     | 10                                     | 8                                      | 8                                      | 10                                     | 13                                     | 15                                     | 21                                     | 22                                     | 24                                     | 33                                     | 44                                     | uit                                    |